# پترا زیندلر
پترا زیندلر (آلمانی: Petra Zindler؛ زادهٔ ۱۱ فوریهٔ ۱۹۶۶) شناگر اهل آلمان بود.